# Buccochromis
Buccochromis es un género de peces que pertenece a la familia de los cíclidos y al orden de los perciformes. Es endémico del lago Malawi en África Oriental.

## Especie
- Buccochromis atritaeniatus (Regan, 1922)
- Buccochromis heterotaenia (Trewavas, 1935)
- Buccochromis lepturus (Regan, 1922) (Slendertail Hap)
- Buccochromis nototaenia (Boulenger, 1902) (Stripeback Hap)
- Buccochromis oculatus (Trewavas, 1935)
- Buccochromis rhoadesii (Boulenger, 1908)
- Buccochromis spectabilis (Trewavas, 1935)